# Taj Mahal (Bangladesh)

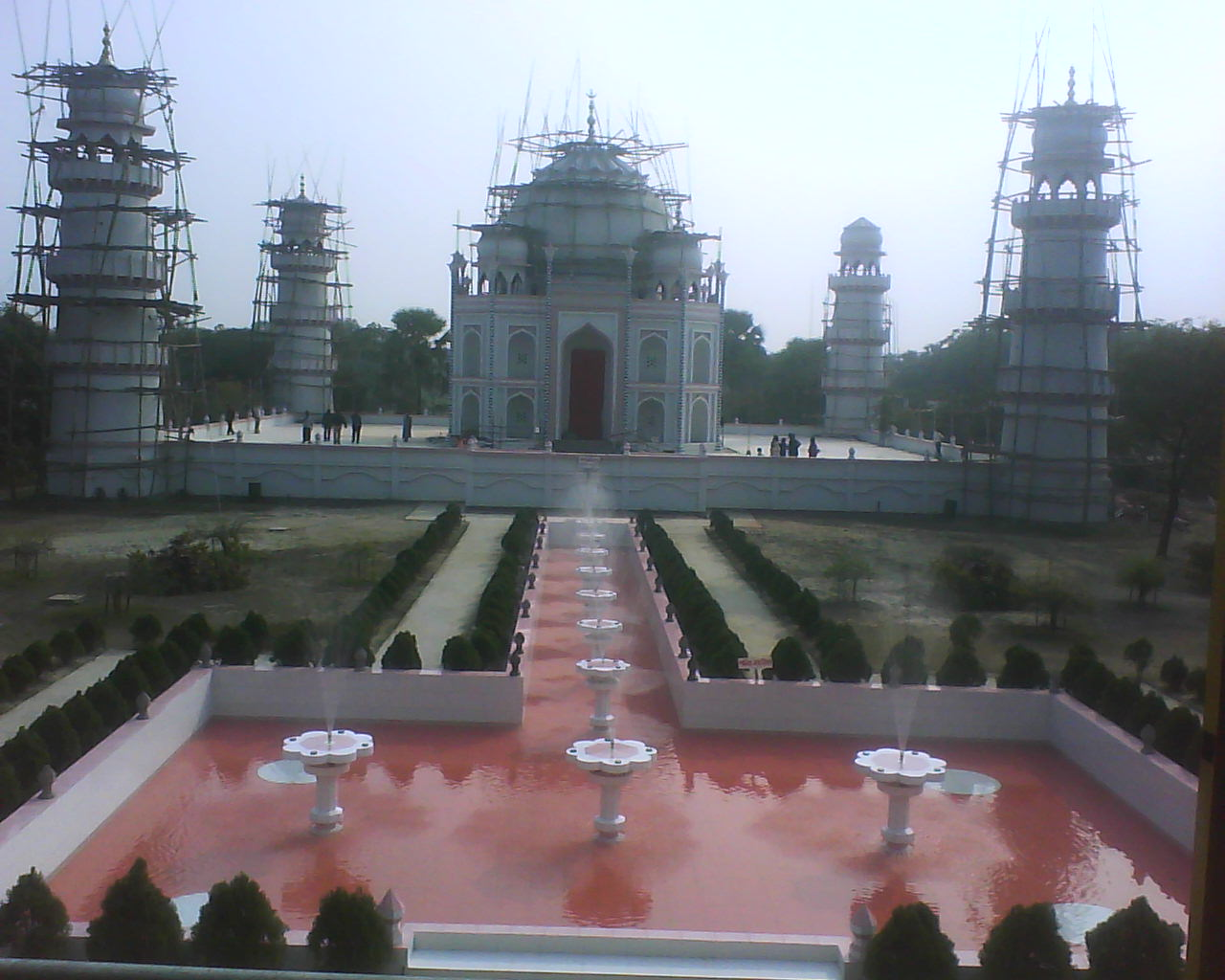
El Taj Mahal en construcció

El Taj Mahal de Bangladesh (en bengalí: তাজ মহল বাংলাদেশ) és una còpia a escala real del Taj Mahal original (un mausoleu mogol d'Agra, a l'Índia) 16 quilòmetres a l'est de Dhaka, la capital de Bangladesh, a la regió de Sonargaon. A diferència de l'original, la construcció de l'edifici va trigar només cinc anys. Ahsan Ullah Moni, un ric director de pel·lícules de Bangladesh, va anunciar el projecte de la seva 'versió d'imitació del Taj Mahal' al desembre de 2008. El projecte va costar aproximadament 56 milions de dòlars. Moni va explicar que va construir la rèplica del Taj Mahal per tal que els pobres de la seva nació poguessin complir el seu somni de veure el famós monument del seu país veí. Això va causar queixes d'oficials indis, "No es pot simplement anar i copiar monuments històrics" segons va dir un oficial de l'Alt Comissiariat de l'Índia a Dhaka.
La construcció va començar l'any 2003, però Moni afirma que se li va ocórrer la idea cap al 1980 quan va visitar Taj Mahal autèntic d'Agra per primer cop. Va dir que el seu homenatge va ser construït perquè la majoria dels ciutadans de Bangladesh -on gairebé la meitat de la població es troba sota el llindar de la pobresa- no es pot permetre viatjar a l'Índia per veure el monument real. "Tothom somia veure el Taj Mahal però molt pocs bengalís poden fer el viatge perquè és massa car per ells," va dir. Moni va visitar l'original per primer cop l'any 1980 i des de llavors va fer-hi uns sis viatges. Tan enamorat estava del mausoleu que va contractar un grup d'arquitectes i els va enviar a l'Índia per mesurar-lo. Segons va afirmar: “vaig utilitzar el mateix marbre i la mateixa pedra que en el Taj Mahal original. Vam utilitzar maquinària i és per això que la construcció va trigar menys temps. Altrament haguessin calgut 20 anys i 22000 treballadors per completar-lo.” Mittal, de l'Alt Comissiariat de l'Índia, va admetre que la rèplica difícilment menytindria la magnificència de l'original. També va admetre que els difícilment la confondrien amb l'original. “Una còpia és una sort d'afalagament, suposo,” va dir.

## Construcció

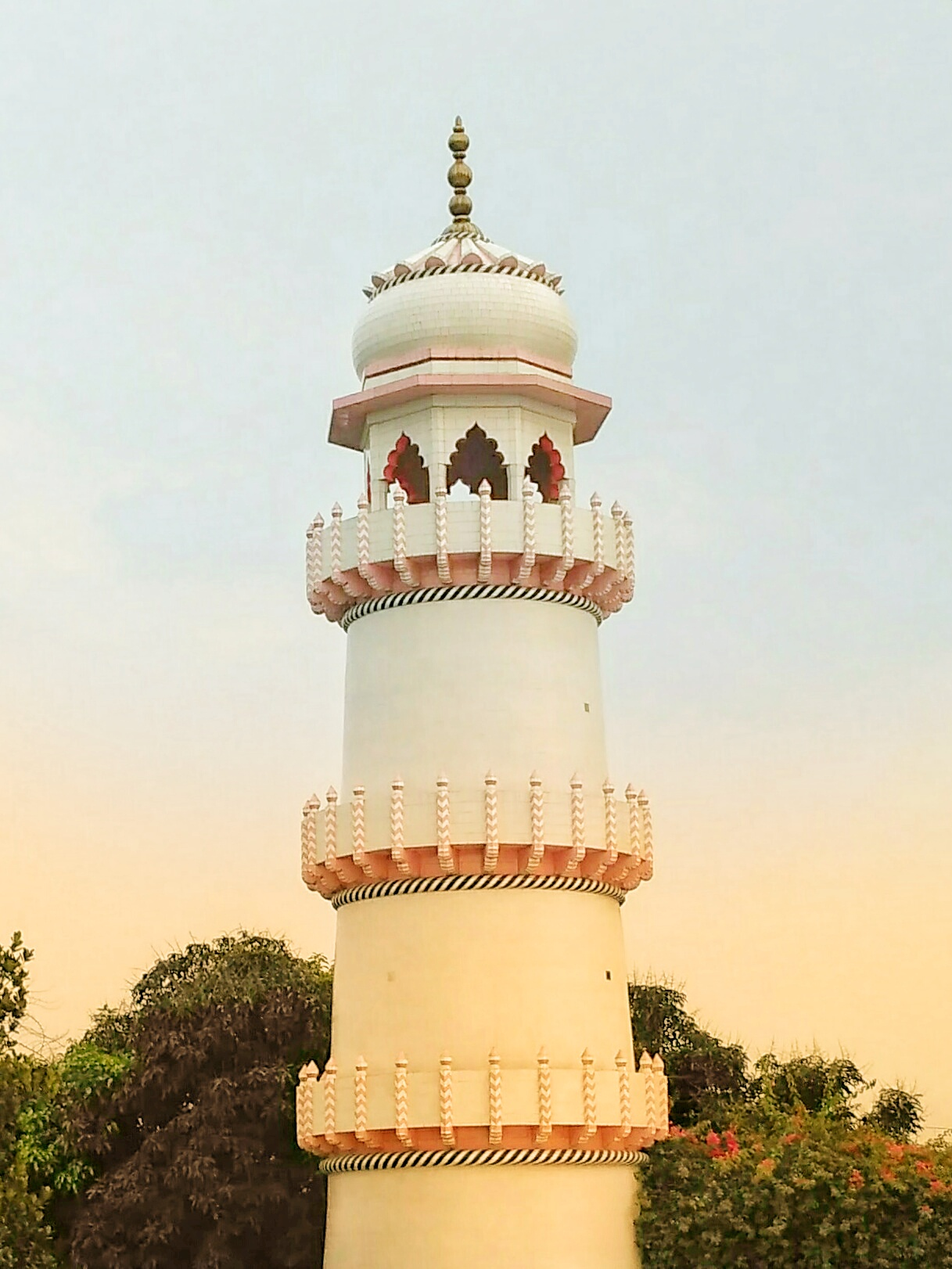
Detall d'un minaret del Taj Mahal de Bangladesh

La construcció de la rèplica va irritar l'Alt Comissariat de l'Índia a Dhaka. Els primers informes deien que demandarien Ahsanullah Moni (Bengali:) per infracció de copyright de l'edifici original de 350 anys; tanmateix, més tard anunciarien que la rèplica difícilment faria disminuir el nombre de visitants de l'original.
La notícia de la construcció de l'edifici va aparèixer en molts canals de notícies, diaris i llocs web, inclosos la BBC, Sky, Reuters, Voice of America, Hindustan Temps, Guardian i The Times, i va causar una gran discussió i un animat debat en les xarxes socials i els blogs.